# Fort Bourguignon
Fort Bourguignon, bivši Fort Monsival, jedna je od brojnih obalnih utvrda koje je u Puli izgradilo Austrijsko Carstvo tijekom druge polovice 19. stoljeća radi zaštite glavne luke svoje ratne mornarice. Utvrda je jedna od posljednjih izgrađenih u unutarnjem obrambenom fortifikacijskom prstenu (njem. bestehendes Noyauhindernis odnosno Polizei Abschluss) koji u radijusu od 2,5 km štiti najuži dio pulske luke. Nazvana je prema Antonu Bourguignonu von Baumbergu, austrijskom admiralu i zapovjedniku mornarice.
Fort slijedi dizajn koji je u 1820-ima razvio nadvojvoda Maksimilijan Josip radi zaštite grada Linza. Njegov dizajn inspiriran je slavnom kulom Mortella. Za razliku od Linza, kružne utvrde u Puli ne slijede identični obrazac. Starije utvrde sagrađene između 1851. godine i 1855. godine značajno su manje i slabije od onih koje su dovršene desetljeće kasnije, poput Forta Bourguignon, građen između 1861. godine – 1866. godine kao kružna dvokatnica s malenim kružnim dvorištem u centru.
Nadsvođeni hodnik okrenut prema dvorištu prolazi zgradom na svakom katu, dok 20 kazamata čine vanjski obod utvrde. Fort na donjem katu ima tri ambrazure za puške a na gornjem jednu ambrazuru za jedan top. Strop poduprt masivnim hrastovim gredama nekoć je razdvajao dva kata u svakom kazamatu, a ostalo je sačuvano samo nekoliko primjeraka greda. Krov utvrde je nesumnjivo služio kao platforma za topništvo koje se moglo pomicati pružajući zaštitu na čitavih 360°. Do danas je ostala sačuvana željezna Škodina promatračka kupola izgrađena i postavljena na prijelazu stoljeća.
Ulaz u fort bio je zaštićen dizećim mostom i dvjema flankiranim kaponirima, a ostatak utvrde obrambenim jarkom i kosim potpornim zidom s galerijom i ambrazurama za puške.
Utvrda je povučena iz operativnog sustava 1943. godine. No Škodina opservacijska kupola na gornjoj platformi potvrđuje da je tijekom Prvog svjetskog rata još uvijek služila kao vojno uporište. Utvrda se koristila kao spremište i vojarna svoje baterije igrađene 1860. godine, a 1918. godine je kratkotrajno koristi vojska Kraljevine Italije kao vojni smještaj postrojbi, a zatim od 1918. godine do 1943. godine se koristi kao vojno skladište prehrane. Ponovno se koristi kao kasarna od 1943. godine do 1945. godine, i onda zjapi prazna sve do 1967. godine kada se počinje koristiti kao: cisterna, toplana, kotlovnica i skladište raznoga materijala obližnjega turističkoga naselja, pa je i tu utvrda slabije oštećena. 1989. godine fort je preuzela grupa autora pod imenom Supercraft koja ga je učinila jednim od dva najpoznatijih mjesta zbivanja rave partyja na istočnoj jadranskoj obali. Mnogi su se suprotstavljali takvom razvoju, posebice oni s drukčijim vizijama. Arhitekt Branko Bratković, primjerice, predložio je transformaciju čitavog unutarnjeg prstena utvrda u niz kulturnih stjecišta, no poslijeratna Hrvatska i njeno napregnuto gospodarstvo pokazalo je mali interes za takve plemenite ciljeve. Drugi su pak predlagali pretvorbu utvrde u umjetničku radionicu.
Standardno naoružanje mnogih pulskih obalnih baterija, a vjerojatno i utvrde Bourguignon bio je 305 mm mortar, najslavniji austrijski opsadni top u Prvom svjetskom ratu. 2012. godine je u njoj otvoren i muzej.

## Vanjske poveznice
|  | Zajednički poslužitelj ima još gradiva o temi Fort Bourgignon |